# 滨海布雷蒂尼奥勒
滨海布雷蒂尼奥勒（法語：Bretignolles-sur-Mer，亦作，法語發音：[bʁetiɲɔl syʁ mɛʁ]；普瓦图方言：Brtegnole）是法国卢瓦尔河地区大区旺代省的一个市镇，属于莱萨布勒多洛讷区。

## 地理
滨海布雷蒂尼奥勒（46°37'40"N, 1°51'18"W）面积27.32 平方千米，位于法国卢瓦尔河地区大区旺代省，该省份为法国西部沿海省份，北起大西洋卢瓦尔省和曼恩-卢瓦尔省，西临大西洋，南至滨海夏朗德省，东部及东南部与德塞夫勒省接壤。
与滨海布雷蒂尼奥勒接壤的市镇（或旧市镇、城区）包括：维河畔莱吉永、拉谢兹日罗、日夫朗、朗德维埃耶、圣吉勒-克鲁瓦德维、滨海布雷姆、莱萨布勒多洛讷。
滨海布雷蒂尼奥勒的时区为UTC+01:00、UTC+02:00（夏令时）。

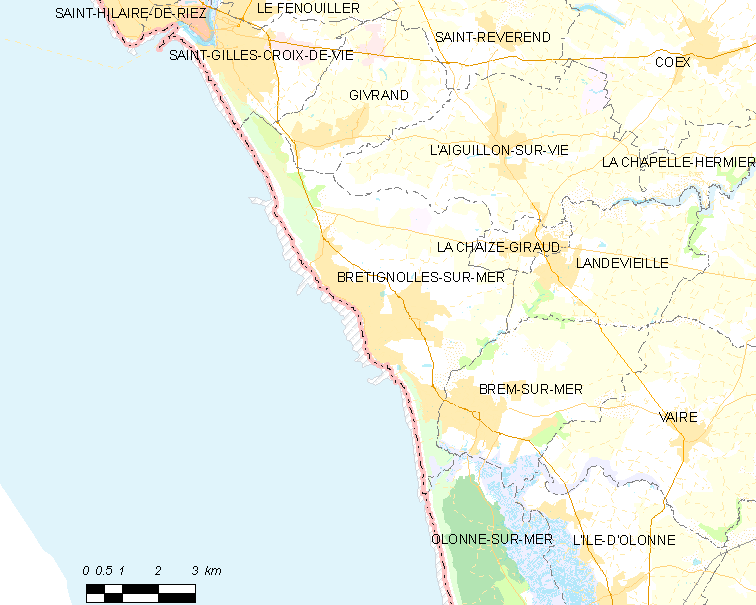
滨海布雷蒂尼奥勒的OSM定位图

## 行政
滨海布雷蒂尼奥勒的邮政编码为85470，INSEE市镇编码为85035。

## 政治
滨海布雷蒂尼奥勒所属的省级选区为圣伊莱尔德里耶县。

## 人口

1962-2008年间滨海布雷蒂尼奥勒人口变化图示

滨海布雷蒂尼奥勒于2022年1月1日时的人口数量为5139人。